# Mauro Codussi
Mauro Codussi, auch Mauro Coducci, (* um 1440 in Lenna; † 1504 in Venedig) war ein italienischer Steinmetz und Architekt der Frührenaissance.
Mauro Codussi wurde wahrscheinlich in der Lombardei als Steinmetz ausgebildet. Um 1470 kam er gleichzeitig mit Pietro Lombardo, mit dem er in der Folge an einer Reihe von Bauten gemeinsam arbeitete, nach Venedig.
Codussi nahm als erster Architekt in Venedig florentinische Anregungen auf, so waren ihm die Bauten von Alberti in Rimini und Mantua bekannt. In seinen Entwürfen vereinigte er Neuerungen der Renaissance mit in Venedig überkommenen byzantinischen Bauformen. Typisch für ihn sind eine Vorliebe für horizontale Gliederungselemente, eine reiche ornamentale Ausgestaltung und halbkreisförmige Giebelabschlüsse.

## Bauten

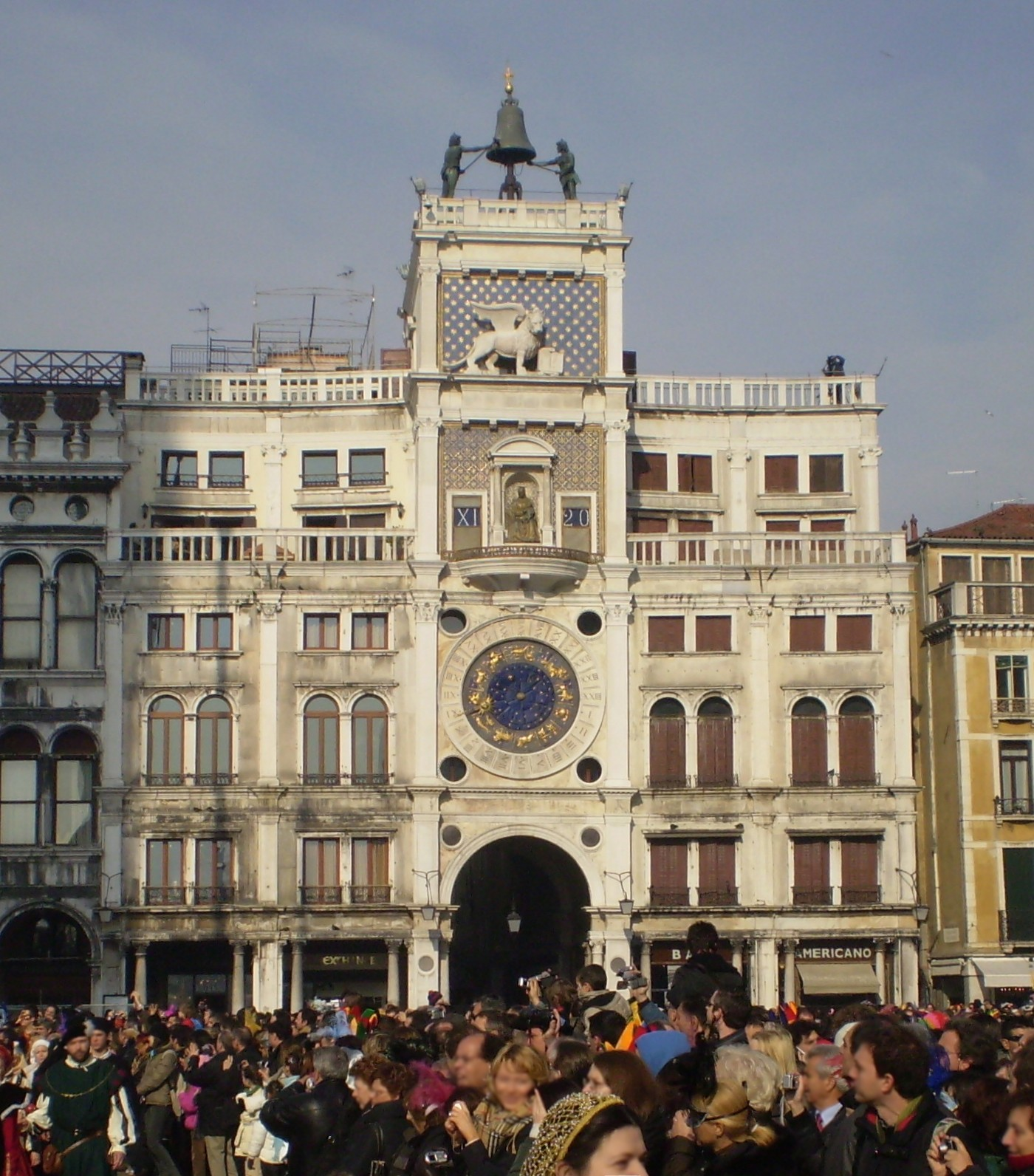
Uhrturm am Markusplatz in Venedig

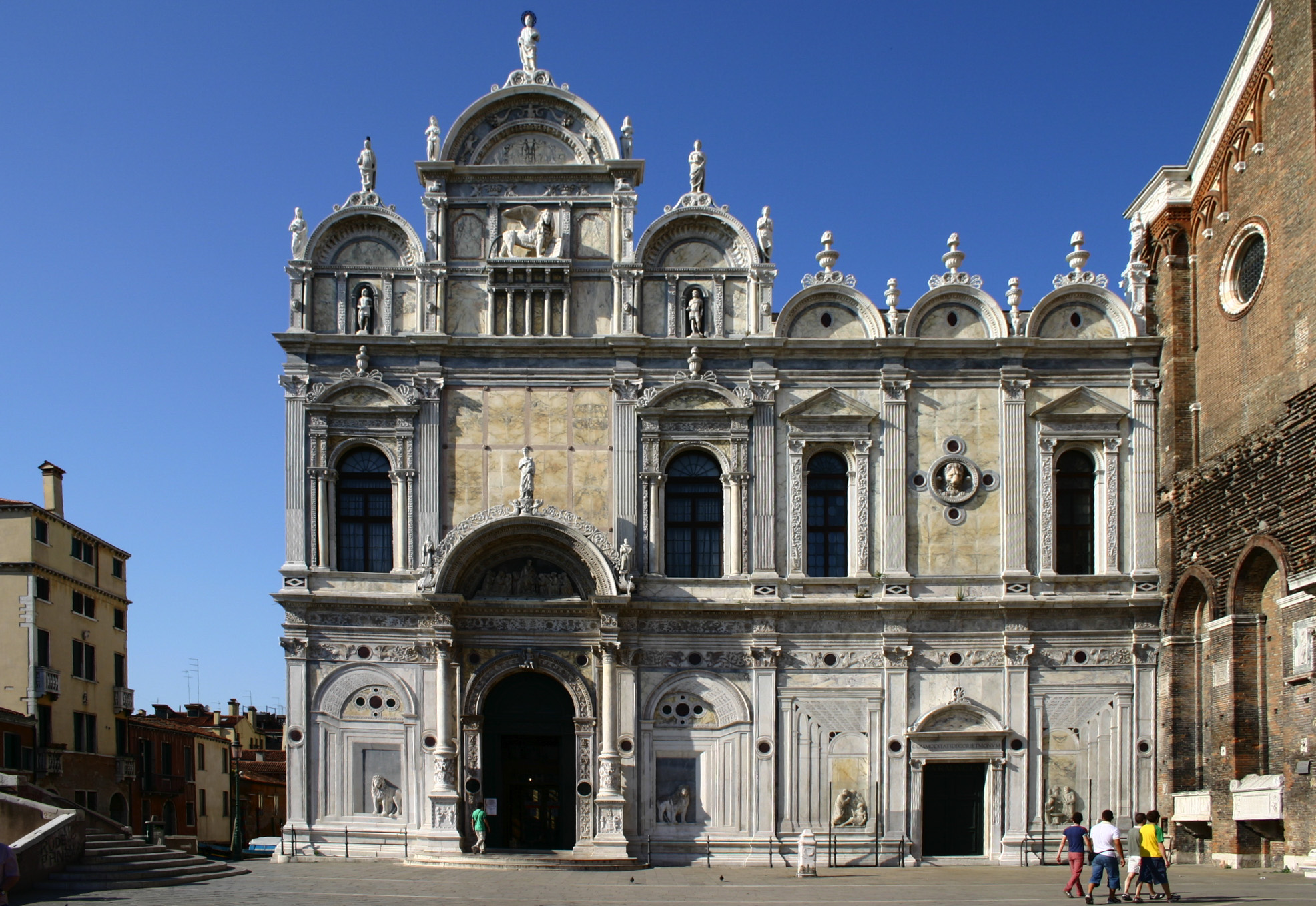
Scuola Grande di San Marco, Venedig

- Kirche San Michele in Isola in Venedig, 1468–1480
- Scuola Grande di San Giovanni Evangelista, Umgestaltung zwischen 1480 und 1500 unter Codussi
- Palazzo Vendramin-Calergi aus den Jahren 1481–1509
- Kirche San Zaccaria in Venedig, ab 1458 erneuert unter Antonio Gambello, zwischen 1483 und 1500 vollendet von Codussi
- Scuola Grande di San Marco in Venedig, Vollendung der Fassade, 1490–1495
- Kirche Santa Maria Formosa, Neubau durch Codussi ab 1492
- Palazzo Corner Spinelli am Canal Grande in Venedig, erbaut um 1480–1500, Codussi zugeschrieben
- Uhrturm von San Marco in Venedig, 1496–1499, Codussi zugeschrieben
- Kirche San Giovanni Crisostomo in Venedig, 1497–1504
- Palazzo Zorzi Galeoni bei San Severo, Codussi zugeschrieben